# William Holman
Pour les articles homonymes, voir Holman.
William Arthur Holman (4 août 1871 – 6 juin 1934) fut le dix-neuvième premier ministre de Nouvelle-Galles du Sud en Australie. Membre du parti travailliste australien, il abandonna celui-ci pendant la Première Guerre mondiale, en désaccord avec la politique de son parti de ne pas créer un service militaire obligatoire. Il s'inscrivit au parti nationaliste et continua d'exercer ses fonctions de premier ministre. 

## Jeunesse
Holman est né dans le quartier St Pancras à Londres en Angleterre en 1871. Il était le fils de William Holman, un acteur de théâtre, comme sa mère qui faisait partie de la même troupe et qui était connue sous le nom de May Burney. Après ses études, il apprit le métier d'ébéniste. Dans les années 1880, les compagnies de théâtre connurent des années difficiles aussi émigra-t-il avec ses parents à Melbourne en Australie en octobre 1888. L'incendie du théâtre où ils se produisaient les obligea à s'installer à Sydney,.

## Activités syndicales
En même temps qu'il exerçait son métier d'ébéniste à Sydney, il s'intéressa aux idées de John Stuart Mill, William Morris, Herbert Spencer et Charles Darwin et devint un membre très actif du parti travailliste australien. Il s'inscrivit à différentes ligues de gauche où il rencontra de nombreux anarchistes et socialistes comme le futur premier ministre d'Australie Billy Hughes, Creo Stanley, Ernie Lane, Henry Lawson et J.D.Fitzgerald. Holman et Hughes furent associés à Arthur Desmond dans le scandale du The New Order. 
En 1893, il devint secrétaire du syndicat des cheminots et représenta son syndicat au sein de la confédération des travailleurs de Nouvelle-Galles du Sud  et essaya en vain de se faire élire député de l'État aux élections de 1894 et 1895. Il était à cette époque propriétaire du journal the Daily Post, favorable au mouvement travailliste, qui fut mis en liquidation pour suspicion de malversations. Il passa près de deux mois en prison avant d'être acquitté. Il entra ensuite comme journaliste au Grenfell Vedette avant d'en devenir propriétaire. De 1896 à 1898, il travailla pour la confédération des travailleurs australiens,.

## Juriste
En 1900 Holman se mit à étudier le droit et en 1903 il obtint son diplôme de l'université de Londres et fut admis comme avocat le 31 juillet 1903. En 1909, il écrivit avec P.A. Jacobs Australian Mercantile Law. Dans les années 1920, il reçut le titre honorifique de Conseiller du roi (King's Counsel). Après avoir été chargé de cours à l'université de Brisbane en 1928, il publia The Australian constitution : its interpretation and amendment.

## Homme politique et premier ministre
À la fin des années 1890, il entra au comité central du futur parti travailliste puis fut élu député de la circonscription de Grenfell en 1898. Il devint le second du parti en 1905 et fut élu député de Cootamundra en 1907. Aux élections de 1910, le parti travailliste obtint la majorité d'un siège (46 députés sur 90) au Parlement de Nouvelle-Galles du Sud et James McGowen devint premier ministre alors qu'Holman devenait ministre de la justice. 
Le 30 juin 1913 McGowen démissionna de son poste et Holman devint premier ministre. Pendant son gouvernement, de nombreuses entreprises d'état furent créées pour rivaliser avec les entreprises privées, solution de compromis choisie pour faire accepter les propositions de nationalisation du parti travailliste. Le parti travailliste était partisan de la suppression de la chambre haute et Holman proposa un texte de loi à ce sujet en 1893. Seulement 47 % des projets de loi du gouvernement furent approuvés par le Sénat entre 1910 et 1916. Mais Holman fut en contradiction avec son projet en nommant neuf sénateurs dont certains n'étaient même pas membres du parti travailliste sans en référer à la direction du parti. De même il supprima le contrôle des prix pendant la guerre et rendit libres les salaires de la fonction publique.
En 1916, la création d'un service militaire obligatoire divisa le parti travailliste et la population australienne. Les deux étaient majoritairement contre mais le premier ministre travailliste australien Billy Hughes et Holman en étaient de fervents partisans et tous les deux décidèrent de rejoindre les partis conservateurs. Holman s'associa le 15 novembre 1916 au chef de l'opposition, Charles Wade et conserva son poste de premier ministre. Aux élections de 1917, il fut élu député pour le parti nationaliste australien et resta premier ministre.
Alors qu'il était à la tête d'un gouvernement conservateur, il continua de défendre sa politique d'entreprises nationales contre ses nouveaux amis. Fait rare pour un premier ministre en exercice, il perdit son siège aux élections du 12 avril 1920 qui vit le retour des travaillistes conduits par John Storey.
Par la suite, Holman fut élu député fédéral de la circonscription de Martin en décembre 1931. Il ne joua là que les seconds rôles pendant le gouvernement de Joseph Lyons. 
Il mourut le 6 juin 1934 apparemment d'une hémorragie après une extraction dentaire difficile.